# K2-3c
K2-3c, também conhecido como EPIC 201367065 c, é um exoplaneta que está orbitando em torno de K2-3, uma estrela anã vermelha localizada a cerca de 137 anos-luz (45 pc de distância a partir da Terra, na constelação Leo. O planeta completa uma órbita a cada 24 dias. Tem uma densidade de 1,82 g/cm3 indicando que ele poderia ser um anão gasoso ou um mininetuno, é um dos menores planetas gasosos já descobertos. Apesar de não ser o menor planeta do sistema pelo raio, já em massa, é de longe o menos massivo com uma massa apenas o dobro da massa terrestre.
Este planeta foi descoberto pela sonda espacial Kepler, durante a sua missão estendida K2, Campanha 1. A assinatura da velocidade radial deste planeta é mascarada por variações devido à atividade estelar, impedindo uma determinação exata da massa.